# نشيد باراغواي الوطني
نشيد باراغواي الوطني (بالإسبانية:Himno Nacional Paraguayo)، هو النشيد الوطني لدولة الباراغواي.